# Bogatić (Valjevo)
Bogatić (Servisch cyrillisch Богатић) is een plaats in de Servische gemeente Valjevo. De plaats telt 129 inwoners (2002).

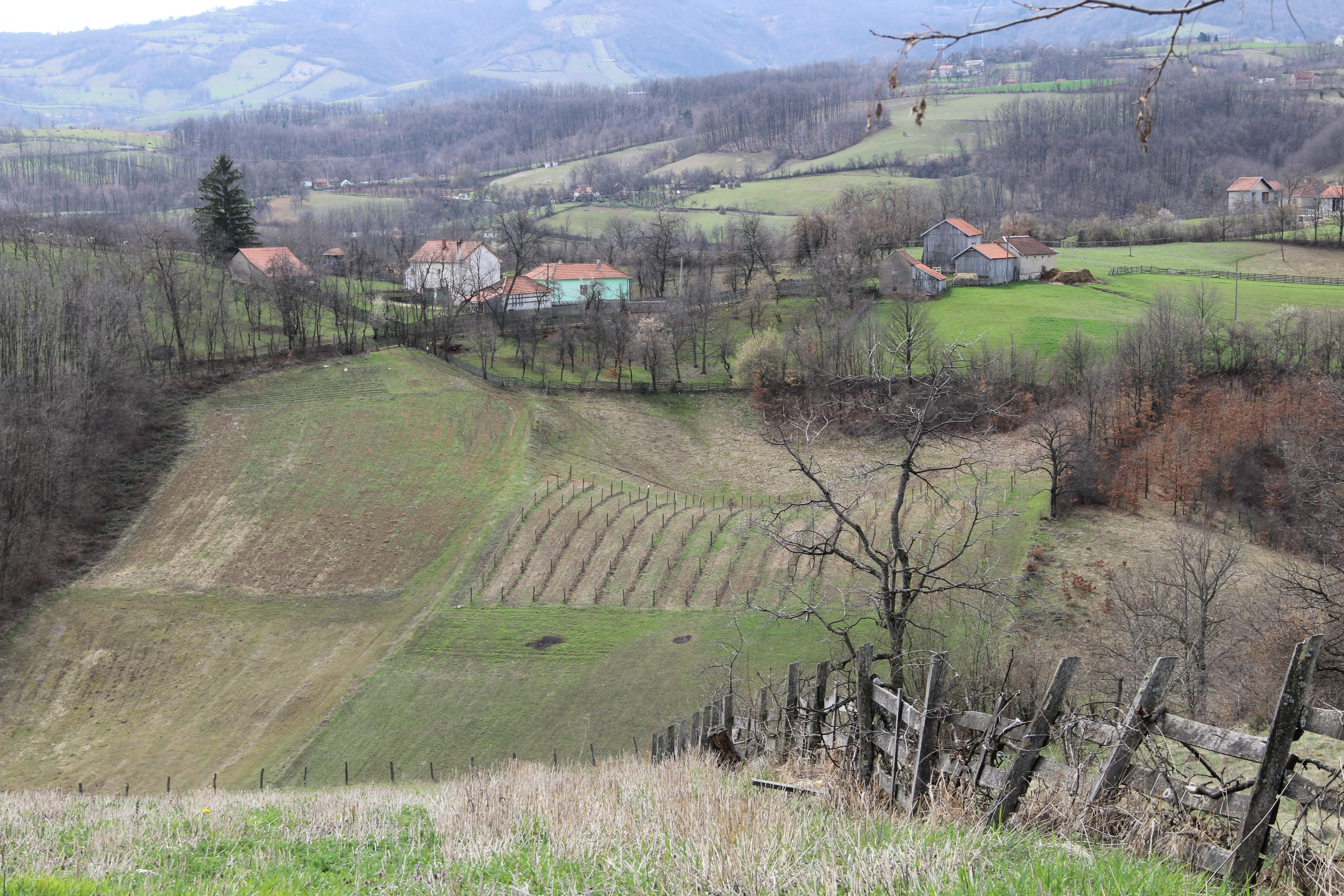
Bogatić - Panorama
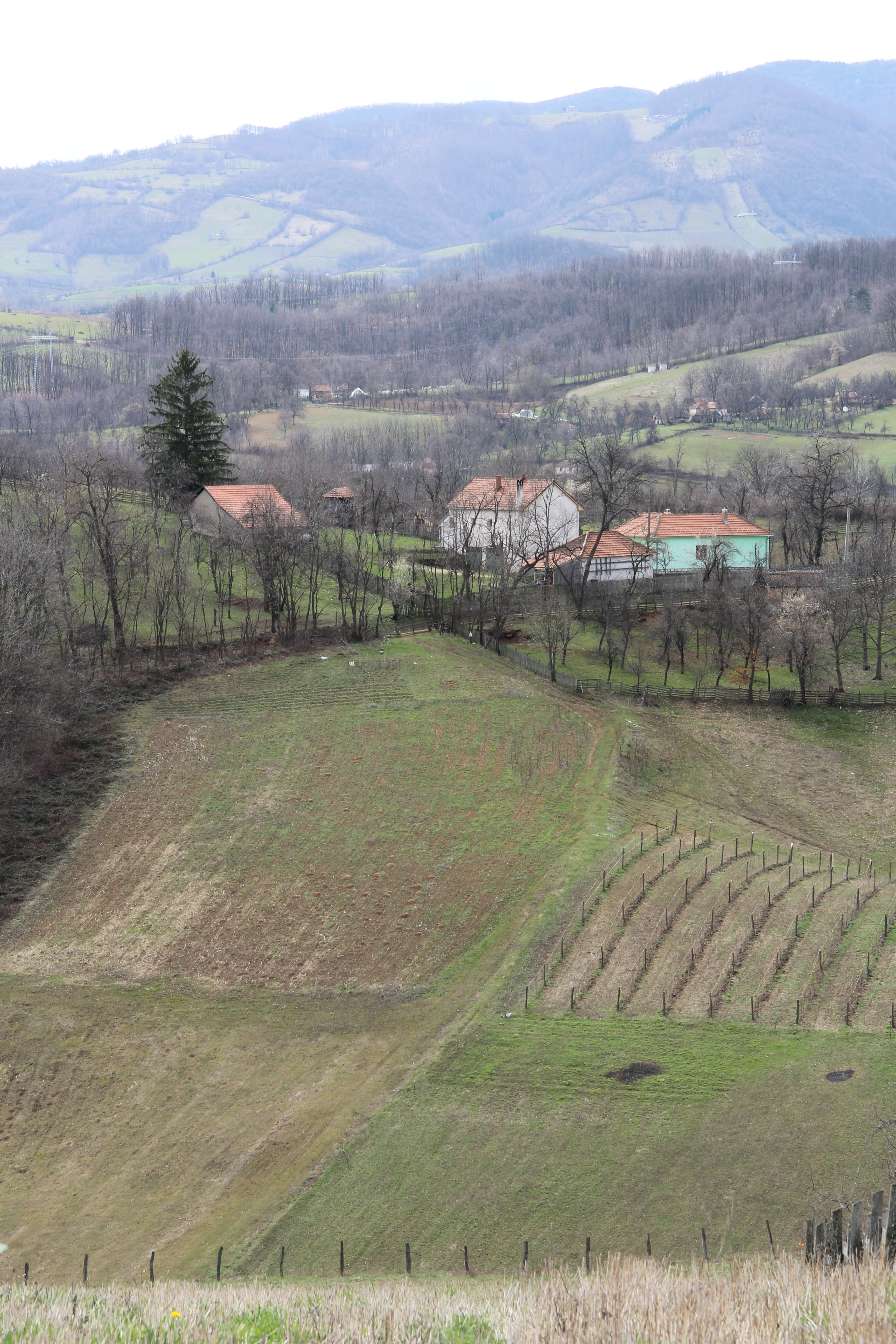
Bogatić - Panorama
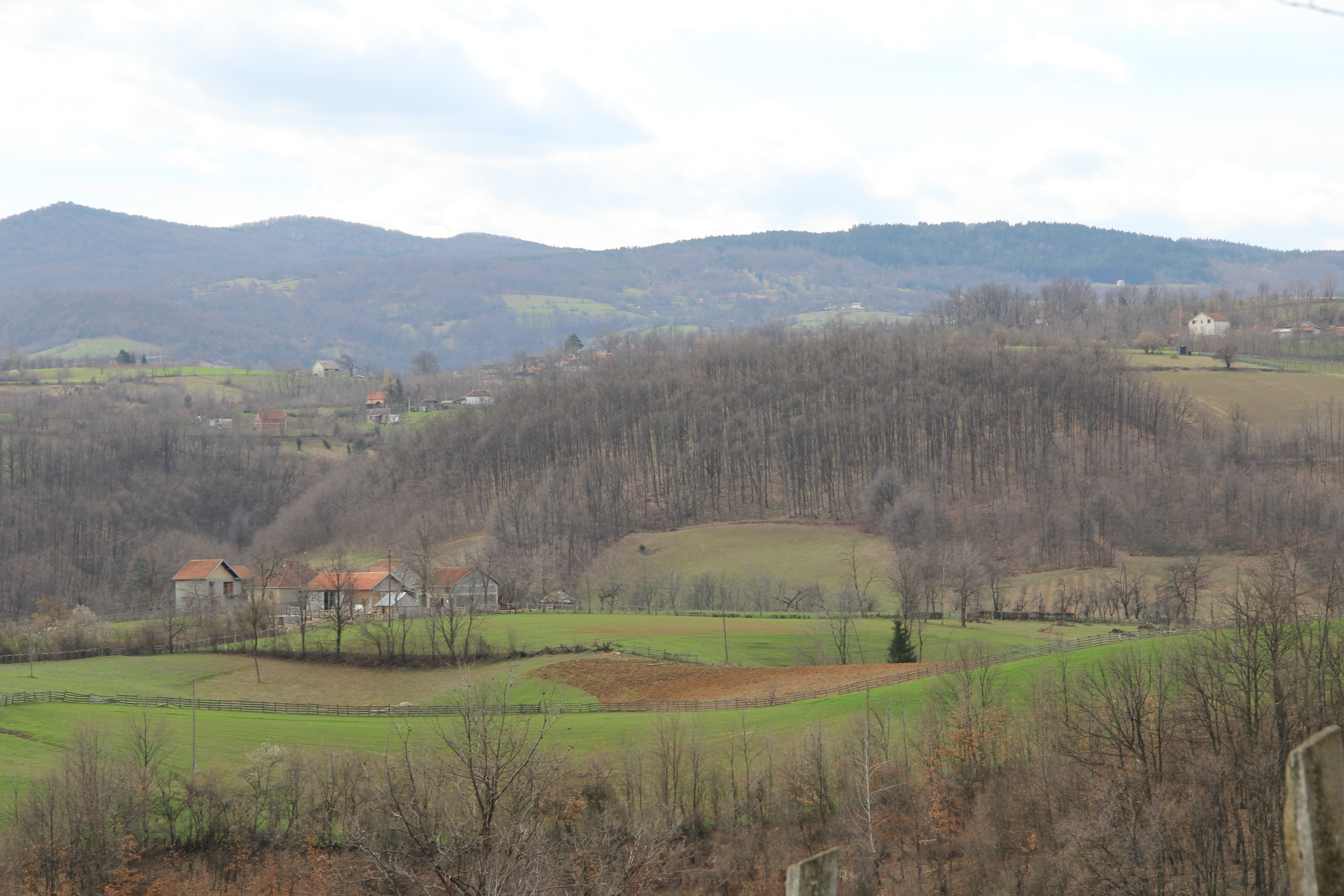
Bogatić - Panorama
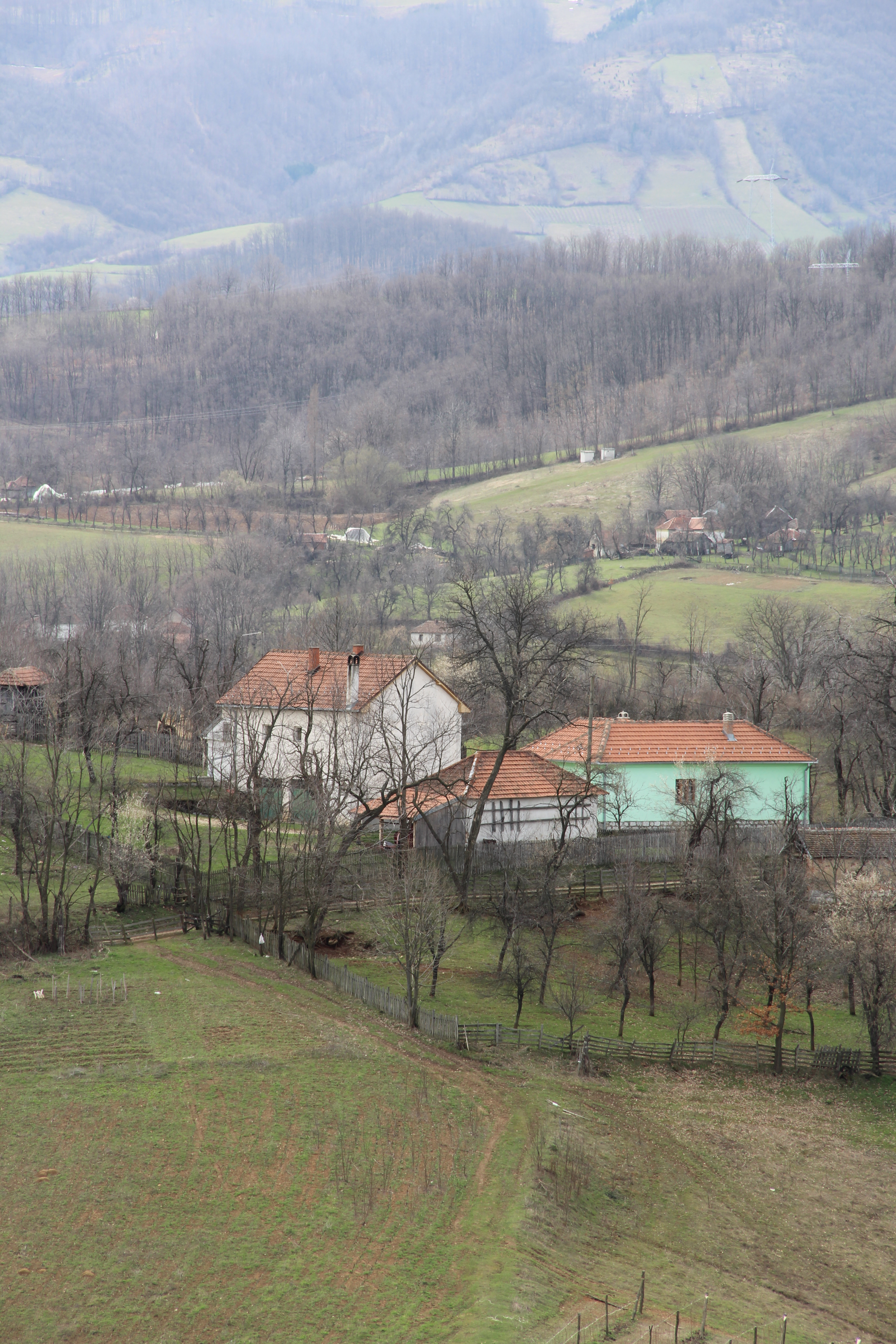
Bogatić - Panorama
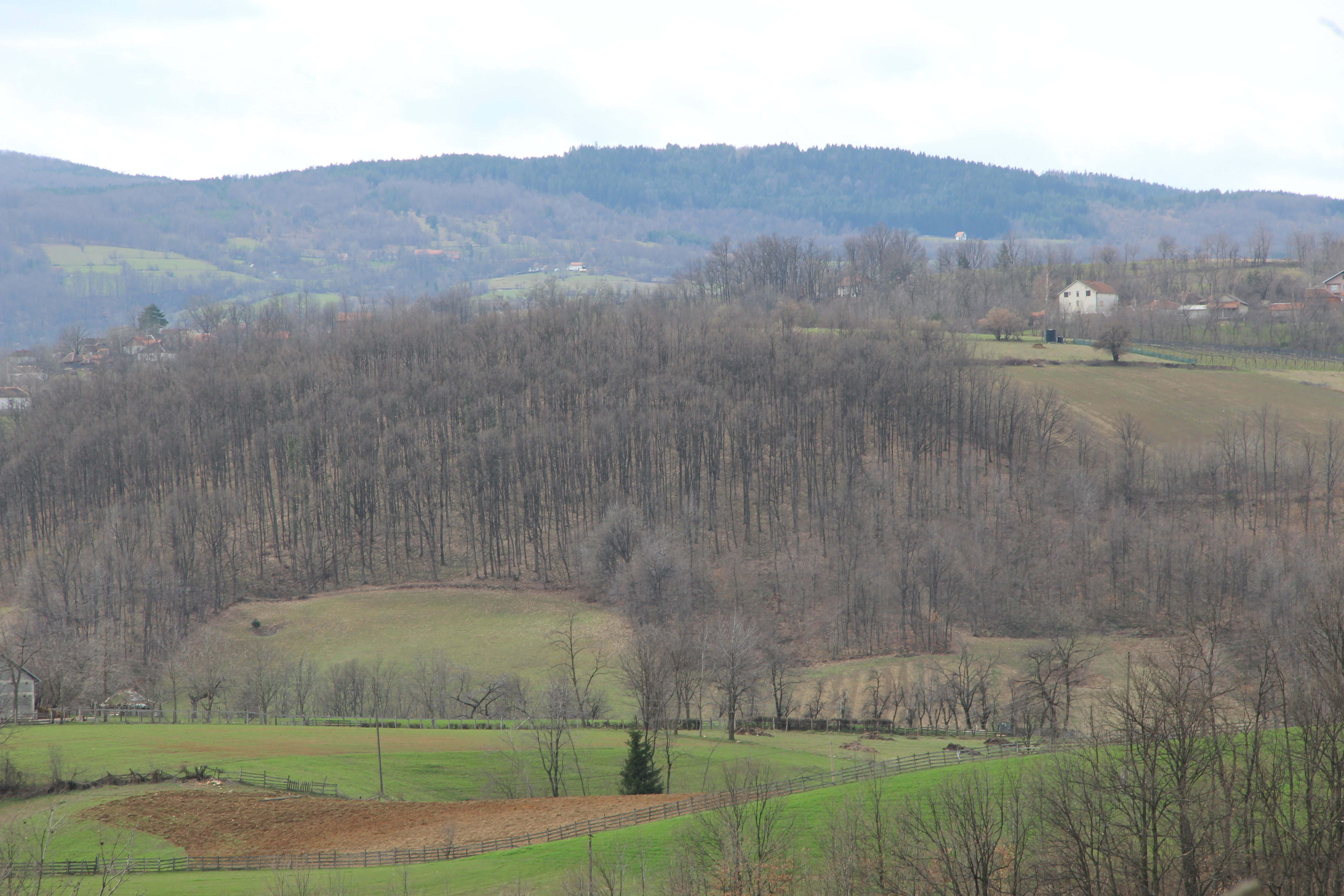
Bogatić - Panorama